# Puchar Świata w biathlonie 2019/2020
Puchar Świata w biathlonie 2019/2020 – 43. edycja zawodów o Puchar Świata w tej dyscyplinie sportu. Sezon rozpoczął się zawodami w pojedynczej sztafecie mieszanej 30 listopada w szwedzkim Östersund. Starty zakończyły się biegami na dochodzenie kobiet i mężczyzn 14 marca w Kontiolahti.
Tytuły sprzed roku obronili Włoszka Dorothea Wierer oraz Norweg Johannes Thingnes Bø.

## Kalendarz zawodów
Źródło:.
- Östersund (30 listopada–8 grudnia 2019)
- Hochfilzen (12–15 grudnia 2019)
- Le Grand-Bornand (16–22 grudnia 2019)
- Oberhof (6–12 stycznia 2020)
- Ruhpolding (13–19 stycznia 2020)
- Pokljuka (20–26 stycznia 2020)
- Rasen-Antholz (12–23 lutego 2020, mistrzostwa świata)
- Nové Město na Moravě (2–8 marca 2020)
- Kontiolahti (9–15 marca 2020)
- Oslo/Holmenkollen (16–22 marca 2020)

## Zwycięzcy

### Kobiety

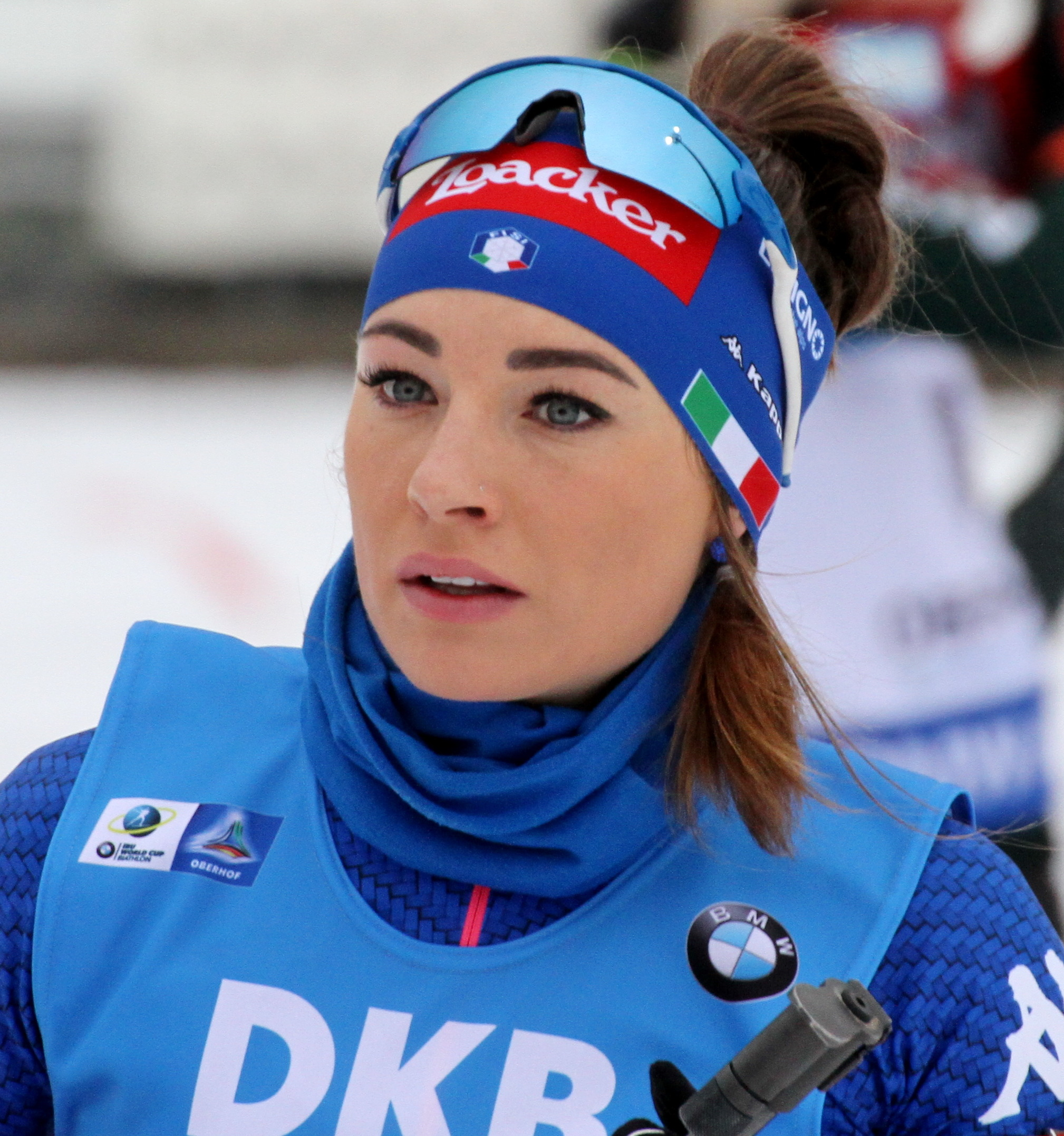
Dorothea Wierer, zwyciężczyni klasyfikacji generalnej Pucharu Świata i klasyfikacji biegu masowego
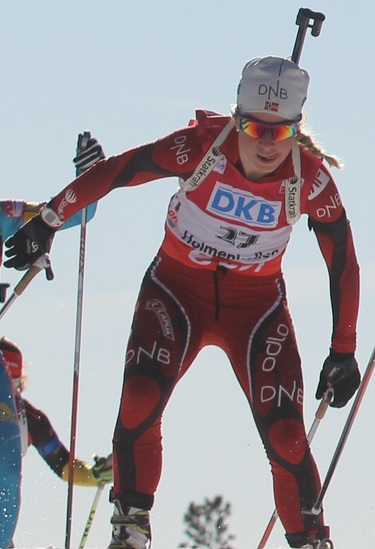
Tiril Eckhoff, zwyciężczyni klasyfikacji biegu pościgowego
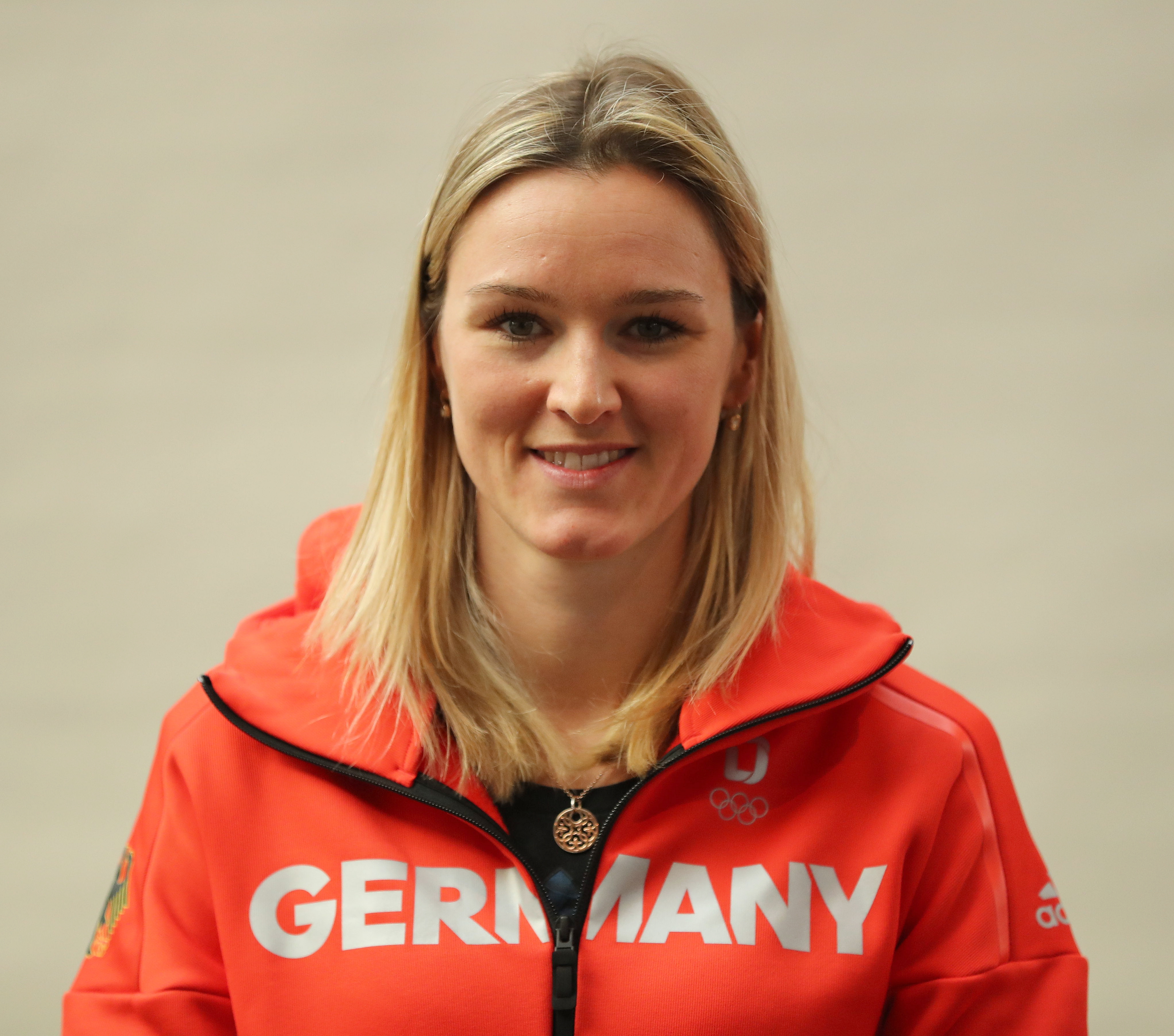
Denise Herrmann, zwyciężczyni klasyfikacji sprintu
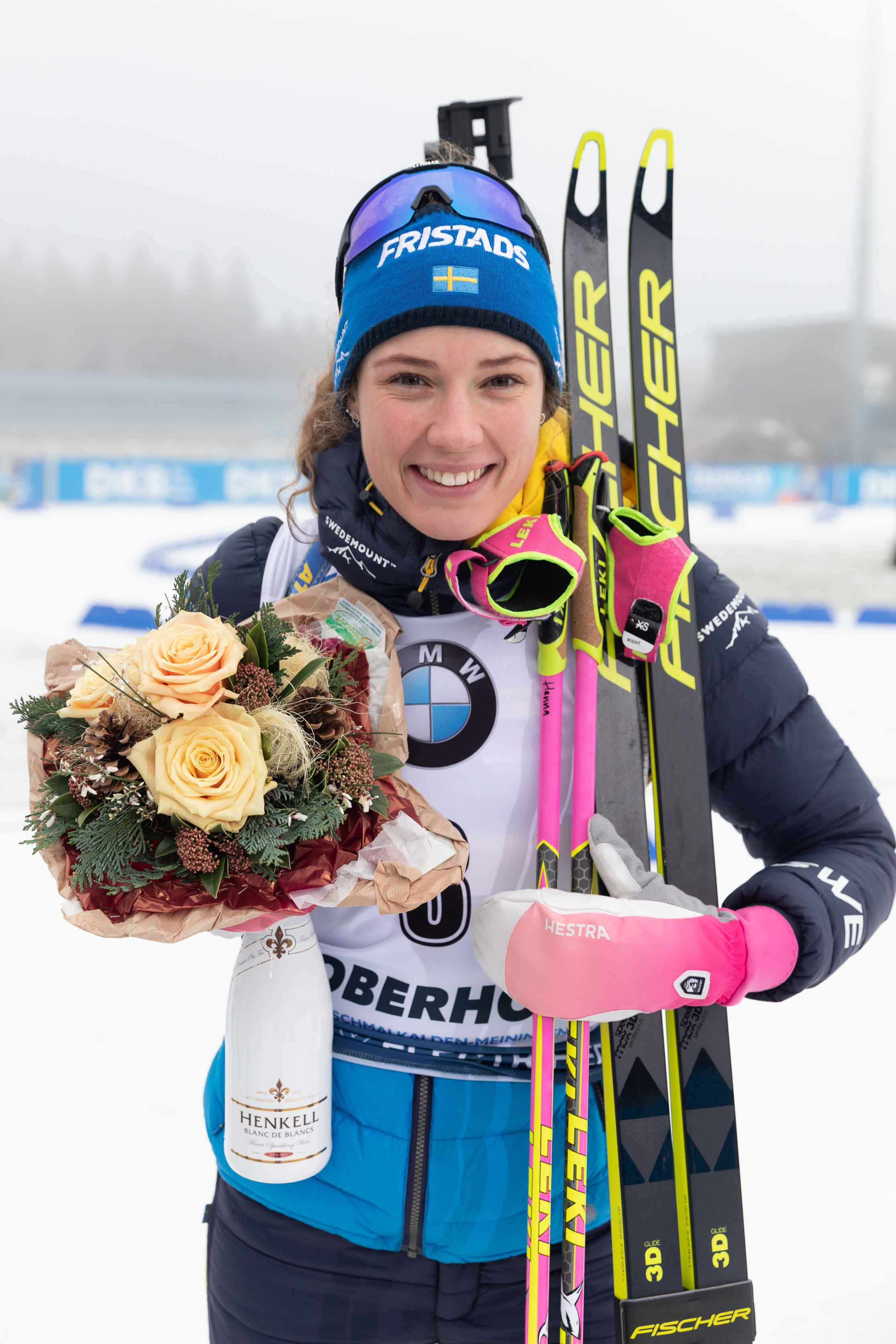
Hanna Öberg, zwyciężczyni klasyfikacji biegu indywidualnego
Reprezentantki Norwegii, zwyciężczynie klasyfikacji sztafet i klasyfikacji Pucharu Narodów

### Mężczyźni

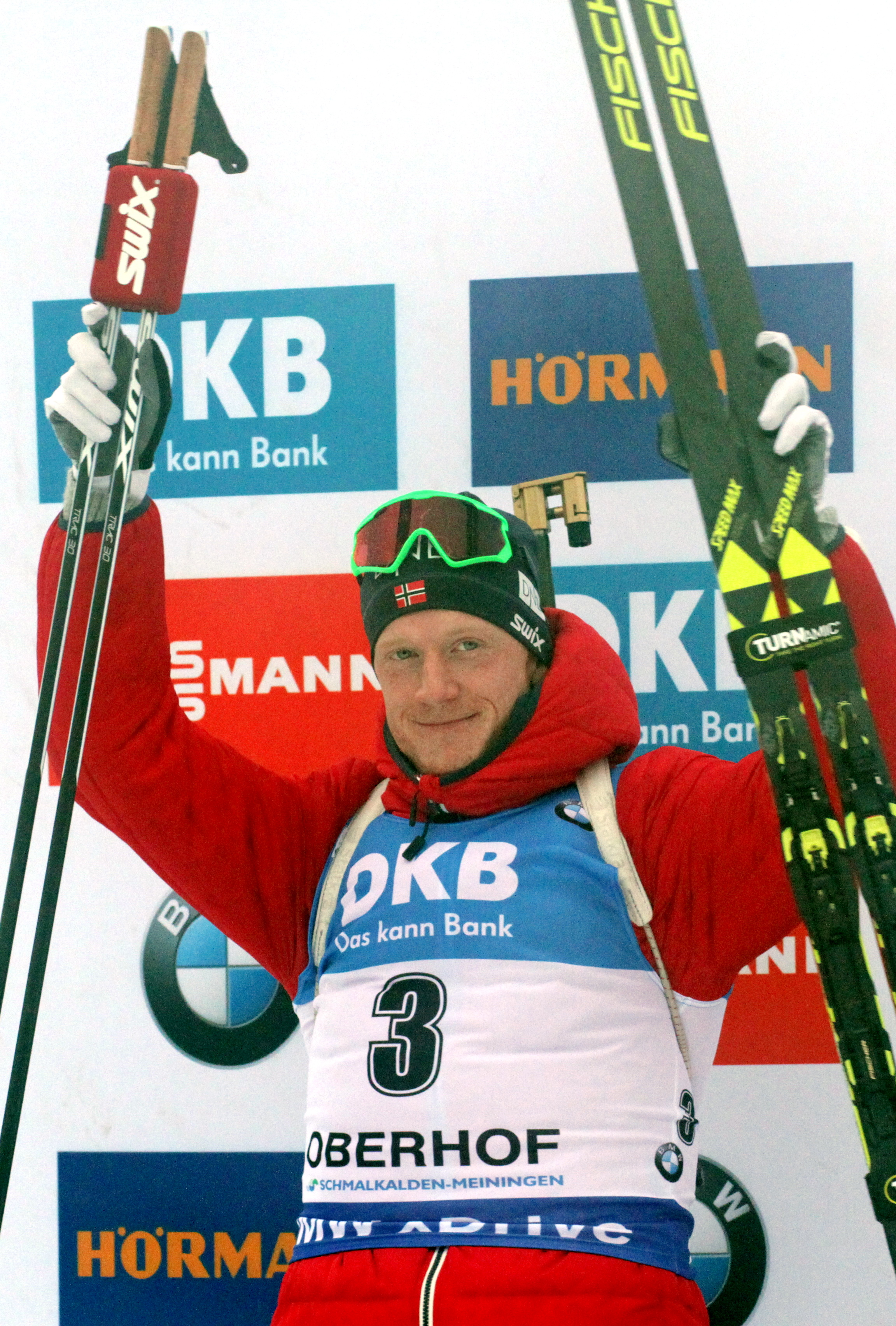
Johannes Thingnes Bø, zwycięzca klasyfikacji generalnej Pucharu Świata i klasyfikacji biegu masowego
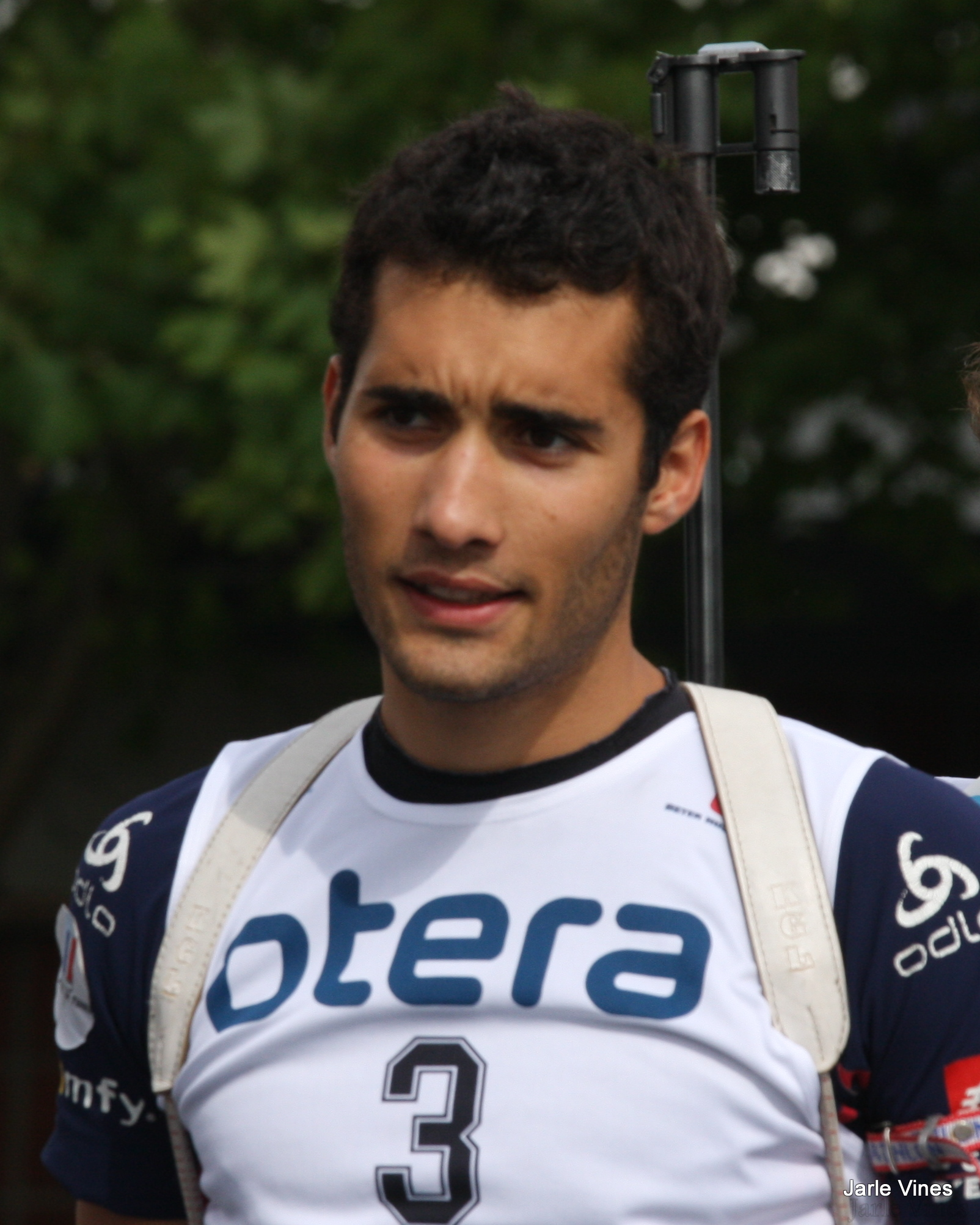
Martin Fourcade, zwycięzca klasyfikacji sprintu i biegu indywidualnego
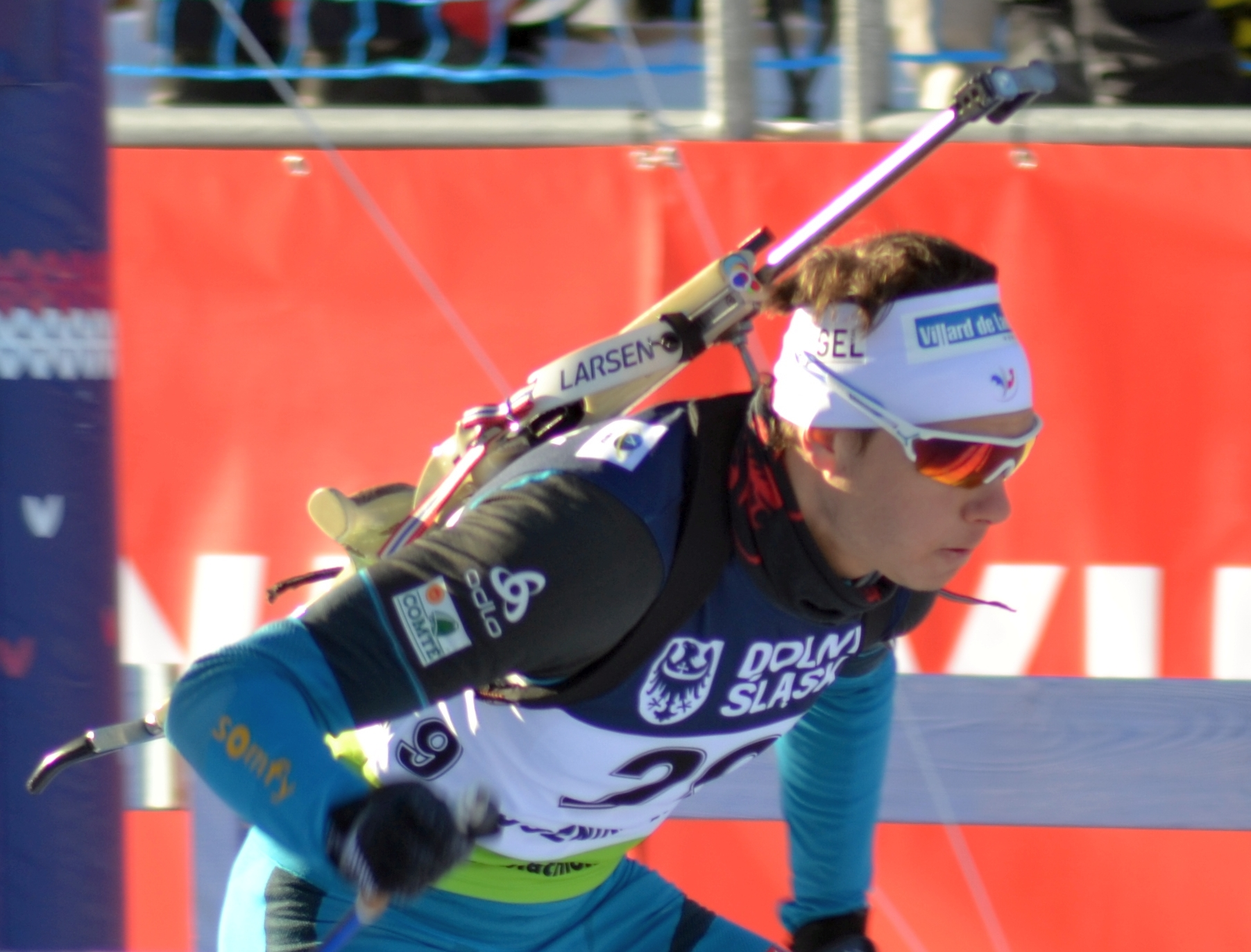
Émilien Jacquelin, zwycięzca klasyfikacji biegu pościgowego
Reprezentanci Norwegii, zwycięzcy klasyfikacji sztafet i klasyfikacji Pucharu Narodów

### Sztafety mieszane

Reprezentacja Norwegii, zwycięzcy klasyfikacji sztafet mieszanych

## Wyniki

### Mężczyźni
| Lp. | Data                        | Miejscowość           | Szczegóły | Konkurencja                | 1. miejsce                                                                                      | 2. miejsce                                                                             | 3. miejsce                                                                             |
| --- | --------------------------- | --------------------- | --------- | -------------------------- | ----------------------------------------------------------------------------------------------- | -------------------------------------------------------------------------------------- | -------------------------------------------------------------------------------------- |
| 1.  | 30 listopada–8 grudnia 2019 | Östersund             | szczegóły | Sprint na 10 km            | Johannes Thingnes Bø                                                                            | Tarjei Bø                                                                              | Matwiej Jelisiejew                                                                     |
| 1.  | 30 listopada–8 grudnia 2019 | Östersund             | szczegóły | Bieg indywidualny na 20 km | Martin Fourcade                                                                                 | Simon Desthieux                                                                        | Quentin Fillon Maillet                                                                 |
| 1.  | 30 listopada–8 grudnia 2019 | Östersund             | szczegóły | Sztafeta 4 × 7,5 km        | Norwegia Johannes Dale · Erlend Bjøntegaard · Tarjei Bø · Johannes Thingnes Bø                  | Francja Émilien Jacquelin · Quentin Fillon Maillet · Simon Desthieux · Martin Fourcade | Włochy Lukas Hofer · Thomas Bormolini · Daniele Cappellari · Dominik Windisch          |
| 2.  | 12–15 grudnia 2019          | Hochfilzen            | szczegóły | Sprint na 10 km            | Johannes Thingnes Bø                                                                            | Simon Desthieux                                                                        | Aleksandr Łoginow                                                                      |
| 2.  | 12–15 grudnia 2019          | Hochfilzen            | szczegóły | Bieg pościgowy na 12,5 km  | Johannes Thingnes Bø                                                                            | Aleksandr Łoginow                                                                      | Émilien Jacquelin                                                                      |
| 2.  | 12–15 grudnia 2019          | Hochfilzen            | szczegóły | Sztafeta 4 × 7,5 km        | Norwegia Johannes Dale · Erlend Bjøntegaard · Tarjei Bø · Johannes Thingnes Bø                  | Niemcy Philipp Horn · Johannes Kühn · Arnd Peiffer · Benedikt Doll                     | Francja Antonin Guigonnat · Émilien Jacquelin · Fabien Claude · Quentin Fillon Maillet |
| 3.  | 19–22 grudnia 2019          | Le Grand-Bornand      | szczegóły | Sprint na 10 km            | Benedikt Doll                                                                                   | Tarjei Bø                                                                              | Quentin Fillon Maillet                                                                 |
| 3.  | 19–22 grudnia 2019          | Le Grand-Bornand      | szczegóły | Bieg pościgowy na 12,5 km  | Johannes Thingnes Bø                                                                            | Quentin Fillon Maillet                                                                 | Vetle Sjåstad Christiansen                                                             |
| 3.  | 19–22 grudnia 2019          | Le Grand-Bornand      | szczegóły | Bieg masowy na 15 km       | Johannes Thingnes Bø                                                                            | Émilien Jacquelin                                                                      | Tarjei Bø                                                                              |
| 4.  | 9–12 stycznia 2020          | Oberhof               | szczegóły | Sprint na 10 km            | Martin Fourcade                                                                                 | Émilien Jacquelin                                                                      | Johannes Kühn                                                                          |
| 4.  | 9–12 stycznia 2020          | Oberhof               | szczegóły | Sztafeta 4 × 7,5 km        | Norwegia Lars Helge Birkeland · Erlend Bjøntegaard · Johannes Dale · Vetle Sjåstad Christiansen | Francja Émilien Jacquelin · Martin Fourcade · Simon Desthieux · Quentin Fillon Maillet | Niemcy Philipp Horn · Johannes Kühn · Arnd Peiffer · Benedikt Doll                     |
| 4.  | 9–12 stycznia 2020          | Oberhof               | szczegóły | Bieg masowy na 15 km       | Martin Fourcade                                                                                 | Arnd Peiffer                                                                           | Simon Desthieux                                                                        |
| 5.  | 13–19 stycznia 2020         | Ruhpolding            | szczegóły | Sprint na 10 km            | Martin Fourcade                                                                                 | Quentin Fillon Maillet                                                                 | Benedikt Doll                                                                          |
| 5.  | 13–19 stycznia 2020         | Ruhpolding            | szczegóły | Sztafeta 4 × 7,5 km        | Francja Émilien Jacquelin · Martin Fourcade · Simon Desthieux · Quentin Fillon Maillet          | Norwegia Johannes Dale · Erlend Bjøntegaard · Tarjei Bø · Vetle Sjåstad Christiansen   | Austria Dominik Landertinger · Simon Eder · Felix Leitner · Julian Eberhard            |
| 5.  | 13–19 stycznia 2020         | Ruhpolding            | szczegóły | Bieg pościgowy na 12,5 km  | Martin Fourcade                                                                                 | Quentin Fillon Maillet                                                                 | Vetle Sjåstad Christiansen                                                             |
| 6.  | 20–26 stycznia 2020         | Pokljuka              | szczegóły | Bieg indywidualny na 20 km | Johannes Thingnes Bø                                                                            | Martin Fourcade                                                                        | Fabien Claude                                                                          |
| 6.  | 20–26 stycznia 2020         | Pokljuka              | szczegóły | Bieg masowy na 15 km       | Quentin Fillon Maillet                                                                          | Benedikt Doll                                                                          | Johannes Thingnes Bø                                                                   |
| 7.  | 12–23 lutego 2020           | Rasen-Antholz MŚ 2020 | szczegóły | Sprint na 10 km            | Aleksandr Łoginow                                                                               | Quentin Fillon Maillet                                                                 | Martin Fourcade                                                                        |
| 7.  | 12–23 lutego 2020           | Rasen-Antholz MŚ 2020 | szczegóły | Bieg pościgowy na 12,5 km  | Émilien Jacquelin                                                                               | Johannes Thingnes Bø                                                                   | Aleksandr Łoginow                                                                      |
| 7.  | 12–23 lutego 2020           | Rasen-Antholz MŚ 2020 | szczegóły | Bieg indywidualny na 20 km | Martin Fourcade                                                                                 | Johannes Thingnes Bø                                                                   | Dominik Landertinger                                                                   |
| 7.  | 12–23 lutego 2020           | Rasen-Antholz MŚ 2020 | szczegóły | Sztafeta 4 × 7,5 km        | Francja Émilien Jacquelin · Martin Fourcade · Simon Desthieux · Quentin Fillon Maillet          | Norwegia Vetle Sjåstad Christiansen · Johannes Dale · Tarjei Bø · Johannes Thingnes Bø | Niemcy Erik Lesser · Philipp Horn · Arnd Peiffer · Benedikt Doll                       |
| 7.  | 12–23 lutego 2020           | Rasen-Antholz MŚ 2020 | szczegóły | Bieg masowy na 15 km       | Johannes Thingnes Bø                                                                            | Quentin Fillon Maillet                                                                 | Émilien Jacquelin                                                                      |
| 8.  | 2–8 marca 2020              | Nové Město na Moravě  | szczegóły | Sprint na 10 km            | Johannes Thingnes Bø                                                                            | Quentin Fillon Maillet                                                                 | Tarjei Bø                                                                              |
| 8.  | 2–8 marca 2020              | Nové Město na Moravě  | szczegóły | Sztafeta 4 × 7,5 km        | Norwegia Vetle Sjåstad Christiansen · Johannes Dale · Tarjei Bø · Johannes Thingnes Bø          | Ukraina Artem Pryma · Serhij Semenow · Rusłan Tkałenko · Dmytro Pidruczny              | Szwecja Sebastian Samuelsson · Jesper Nelin · Peppe Femling · Martin Ponsiluoma        |
| 8.  | 2–8 marca 2020              | Nové Město na Moravě  | szczegóły | Bieg masowy na 15 km       | Johannes Thingnes Bø                                                                            | Émilien Jacquelin                                                                      | Arnd Peiffer                                                                           |
| 9.  | 9–15 marca 2020             | Kontiolahti           | szczegóły | Sprint na 10 km            | Johannes Thingnes Bø                                                                            | Martin Fourcade                                                                        | Émilien Jacquelin                                                                      |
| 9.  | 9–15 marca 2020             | Kontiolahti           | szczegóły | Bieg pościgowy na 12,5 km  | Martin Fourcade                                                                                 | Quentin Fillon Maillet                                                                 | Émilien Jacquelin                                                                      |
| 10. | 16–22 marca 2020            | Oslo/Holmenkollen     | szczegóły | Sprint na 10 km            | odwołany                                                                                        | odwołany                                                                               | odwołany                                                                               |
| 10. | 16–22 marca 2020            | Oslo/Holmenkollen     | szczegóły | Bieg pościgowy na 12,5 km  | odwołany                                                                                        | odwołany                                                                               | odwołany                                                                               |
| 10. | 16–22 marca 2020            | Oslo/Holmenkollen     | szczegóły | Bieg masowy na 15 km       | odwołany                                                                                        | odwołany                                                                               | odwołany                                                                               |

### Kobiety
| Lp. | Data                        | Miejscowość           | Szczegóły | Konkurencja                | 1. miejsce                                                                                               | 2. miejsce                                                                                 | 3. miejsce                                                                       |
| --- | --------------------------- | --------------------- | --------- | -------------------------- | --- | ------------------------------------------------------------------------------------------ | -------------------------------------------------------------------------------- |
| 1.  | 30 listopada–8 grudnia 2019 | Östersund             | szczegóły | Sprint na 7,5 km           | Dorothea Wierer                                                                                          | Marte Olsbu Røiseland                                                                      | Markéta Davidová                                                                 |
| 1.  | 30 listopada–8 grudnia 2019 | Östersund             | szczegóły | Bieg indywidualny na 15 km | Justine Braisaz                                                                                          | Julija Dżima                                                                               | Julia Simon                                                                      |
| 1.  | 30 listopada–8 grudnia 2019 | Östersund             | szczegóły | Sztafeta 4 × 6 km          | Norwegia Karoline Offigstad Knotten · Ingrid Landmark Tandrevold · Tiril Eckhoff · Marte Olsbu Røiseland | Szwajcaria Elisa Gasparin · Selina Gasparin · Aita Gasparin · Lena Häcki                   | Szwecja Linn Persson · Elvira Öberg · Mona Brorsson · Hanna Öberg                |
| 2.  | 12–15 grudnia 2019          | Hochfilzen            | szczegóły | Sprint na 7,5 km           | Dorothea Wierer                                                                                          | Ingrid Landmark Tandrevold                                                                 | Swietłana Mironowa                                                               |
| 2.  | 12–15 grudnia 2019          | Hochfilzen            | szczegóły | Sztafeta 4 × 6 km          | Norwegia Karoline Offigstad Knotten · Ingrid Landmark Tandrevold · Tiril Eckhoff · Marte Olsbu Røiseland | Rosja Kristina Riezcowa · Łarisa Kuklina · Swietłana Mironowa · Jekatierina Jurłowa-Percht | Szwajcaria Elisa Gasparin · Selina Gasparin · Aita Gasparin · Lena Häcki         |
| 2.  | 12–15 grudnia 2019          | Hochfilzen            | szczegóły | Bieg pościgowy na 10 km    | Tiril Eckhoff                                                                                            | Hanna Öberg                                                                                | Ingrid Landmark Tandrevold                                                       |
| 3.  | 16–22 grudnia 2019          | Le Grand-Bornand      | szczegóły | Sprint na 7,5 km           | Tiril Eckhoff                                                                                            | Justine Braisaz                                                                            | Markéta Davidová                                                                 |
| 3.  | 16–22 grudnia 2019          | Le Grand-Bornand      | szczegóły | Bieg pościgowy na 10 km    | Tiril Eckhoff                                                                                            | Ingrid Landmark Tandrevold                                                                 | Lena Häcki                                                                       |
| 3.  | 16–22 grudnia 2019          | Le Grand-Bornand      | szczegóły | Bieg masowy na 12,5 km     | Tiril Eckhoff                                                                                            | Dorothea Wierer                                                                            | Linn Persson                                                                     |
| 4.  | 6–12 stycznia 2020          | Oberhof               | szczegóły | Sprint na 7,5 km           | Marte Olsbu Røiseland                                                                                    | Denise Herrmann                                                                            | Julia Simon                                                                      |
| 4.  | 6–12 stycznia 2020          | Oberhof               | szczegóły | Sztafeta 4 × 6 km          | Norwegia Synnøve Solemdal · Ingrid Landmark Tandrevold · Marte Olsbu Røiseland · Tiril Eckhoff           | Szwecja Elvira Öberg · Linn Persson · Mona Brorsson · Hanna Öberg                          | Francja Julia Simon · Anaïs Bescond · Célia Aymonier · Justine Braisaz           |
| 4.  | 6–12 stycznia 2020          | Oberhof               | szczegóły | Bieg masowy na 12,5 km     | Kaisa Mäkäräinen                                                                                         | Tiril Eckhoff                                                                              | Marte Olsbu Røiseland                                                            |
| 5.  | 13–19 stycznia 2020         | Ruhpolding            | szczegóły | Sprint na 7,5 km           | Tiril Eckhoff                                                                                            | Hanna Öberg                                                                                | Dorothea Wierer                                                                  |
| 5.  | 13–19 stycznia 2020         | Ruhpolding            | szczegóły | Sztafeta 4 × 6 km          | Norwegia Karoline Offigstad Knotten · Ingrid Landmark Tandrevold · Tiril Eckhoff · Marte Olsbu Røiseland | Francja Julia Simon · Anaïs Bescond · Célia Aymonier · Justine Braisaz                     | Szwajcaria Elisa Gasparin · Selina Gasparin · Aita Gasparin · Lena Häcki         |
| 5.  | 13–19 stycznia 2020         | Ruhpolding            | szczegóły | Bieg pościgowy na 10 km    | Tiril Eckhoff                                                                                            | Paulína Fialková                                                                           | Hanna Öberg                                                                      |
| 6.  | 20–26 stycznia 2020         | Pokljuka              | szczegóły | Bieg indywidualny na 15 km | Denise Herrmann                                                                                          | Hanna Öberg                                                                                | Anaïs Bescond                                                                    |
| 6.  | 20–26 stycznia 2020         | Pokljuka              | szczegóły | Bieg masowy na 12,5 km     | Hanna Öberg                                                                                              | Lisa Vittozzi                                                                              | Anaïs Bescond                                                                    |
| 7.  | 12–23 lutego 2020           | Rasen-Antholz MŚ 2020 | szczegóły | Sprint na 7,5 km           | Marte Olsbu Røiseland                                                                                    | Susan Dunklee                                                                              | Lucie Charvátová                                                                 |
| 7.  | 12–23 lutego 2020           | Rasen-Antholz MŚ 2020 | szczegóły | Bieg pościgowy na 10 km    | Dorothea Wierer                                                                                          | Denise Herrmann                                                                            | Marte Olsbu Røiseland                                                            |
| 7.  | 12–23 lutego 2020           | Rasen-Antholz MŚ 2020 | szczegóły | Bieg indywidualny na 15 km | Dorothea Wierer                                                                                          | Vanessa Hinz                                                                               | Marte Olsbu Røiseland                                                            |
| 7.  | 12–23 lutego 2020           | Rasen-Antholz MŚ 2020 | szczegóły | Sztafeta 4 × 6 km          | Norwegia Synnøve Solemdal · Ingrid Landmark Tandrevold · Tiril Eckhoff · Marte Olsbu Røiseland           | Niemcy Karolin Horchler · Vanessa Hinz · Franziska Preuß · Denise Herrmann                 | Ukraina Anastasija Merkuszyna · Julija Dżima · Wita Semerenko · Ołena Pidhruszna |
| 7.  | 12–23 lutego 2020           | Rasen-Antholz MŚ 2020 | szczegóły | Bieg masowy na 12,5 km     | Marte Olsbu Røiseland                                                                                    | Dorothea Wierer                                                                            | Hanna Öberg                                                                      |
| 8.  | 2–8 marca 2020              | Nové Město na Moravě  | szczegóły | Sprint na 7,5 km           | Denise Herrmann                                                                                          | Anaïs Bescond                                                                              | Markéta Davidová                                                                 |
| 8.  | 2–8 marca 2020              | Nové Město na Moravě  | szczegóły | Sztafeta 4 × 6 km          | Norwegia Karoline Offigstad Knotten · Ida Lien · Ingrid Landmark Tandrevold · Tiril Eckhoff              | Francja Julia Simon · Justine Braisaz · Chloé Chevalier · Anaïs Bescond                    | Niemcy Karolin Horchler · Vanessa Hinz · Franziska Preuß · Denise Herrmann       |
| 8.  | 2–8 marca 2020              | Nové Město na Moravě  | szczegóły | Bieg masowy na 12,5 km     | Tiril Eckhoff                                                                                            | Hanna Öberg                                                                                | Franziska Preuß                                                                  |
| 9.  | 9–15 marca 2020             | Kontiolahti           | szczegóły | Sprint na 7,5 km           | Denise Herrmann                                                                                          | Franziska Preuß                                                                            | Tiril Eckhoff                                                                    |
| 9.  | 9–15 marca 2020             | Kontiolahti           | szczegóły | Bieg pościgowy na 10 km    | Julia Simon                                                                                              | Selina Gasparin                                                                            | Lisa Vittozzi                                                                    |
| 10. | 16–22 marca 2020            | Oslo/Holmenkollen     | szczegóły | Sprint na 7,5 km           | odwołany                                                                                                 | odwołany                                                                                   | odwołany                                                                         |
| 10. | 16–22 marca 2020            | Oslo/Holmenkollen     | szczegóły | Bieg pościgowy na 10 km    | odwołany                                                                                                 | odwołany                                                                                   | odwołany                                                                         |
| 10. | 16–22 marca 2020            | Oslo/Holmenkollen     | szczegóły | Bieg masowy na 12,5 km     | odwołany                                                                                                 | odwołany                                                                                   | odwołany                                                                         |

### Miksty
| Lp. | Data                        | Miejscowość           | Szczegóły | Konkurencja                               | 1. miejsce                                                                        | 2. miejsce                                                                                | 3. miejsce                                                                  |
| --- | --------------------------- | --------------------- | --------- | ----------------------------------------- | --------------------------------------------------------------------------------- | ----------------------------------------------------------------------------------------- | --------------------------------------------------------------------------- |
| 1.  | 30 listopada–8 grudnia 2019 | Östersund             | szczegóły | Pojedyncza sztafeta mieszana              | Szwecja Hanna Öberg · Sebastian Samuelsson                                        | Niemcy Franziska Preuß · Erik Lesser                                                      | Norwegia Marte Olsbu Røiseland · Vetle Sjåstad Christiansen                 |
| 1.  | 30 listopada–8 grudnia 2019 | Östersund             | szczegóły | Sztafeta mieszana (4 × 6 km)              | Włochy Lisa Vittozzi · Dorothea Wierer · Lukas Hofer · Dominik Windisch           | Norwegia Ingrid Landmark Tandrevold · Tiril Eckhoff · Tarjei Bø · Johannes Thingnes Bø    | Szwecja Linn Persson · Mona Brorsson · Jesper Nelin · Martin Ponsiluoma     |
| 2.  | 20–26 stycznia 2020         | Pokljuka              | szczegóły | Pojedyncza sztafeta mieszana              | Francja Anaïs Bescond · Émilien Jacquelin                                         | Estonia Regina Oja · Rene Zahkna                                                          | Austria Lisa Theresa Hauser · Simon Eder                                    |
| 2.  | 20–26 stycznia 2020         | Pokljuka              | szczegóły | Sztafeta mieszana (2 × 6 km + 2 × 7,5 km) | Francja Quentin Fillon Maillet · Simon Desthieux · Justine Braisaz · Julia Simon  | Norwegia Tarjei Bø · Johannes Thingnes Bø · Synnøve Solemdal · Ingrid Landmark Tandrevold | Niemcy Philipp Horn · Johannes Kühn · Janina Hettich · Vanessa Hinz         |
| 3.  | 12–23 lutego 2020           | Rasen-Antholz MŚ 2020 | szczegóły | Pojedyncza sztafeta mieszana              | Norwegia Marte Olsbu Røiseland · Johannes Thingnes Bø                             | Niemcy Franziska Preuß · Erik Lesser                                                      | Francja Anaïs Bescond · Émilien Jacquelin                                   |
| 3.  | 12–23 lutego 2020           | Rasen-Antholz MŚ 2020 | szczegóły | Sztafeta mieszana (2 × 6 km + 2 × 7,5 km) | Norwegia Marte Olsbu Røiseland · Tiril Eckhoff · Tarjei Bø · Johannes Thingnes Bø | Włochy Lisa Vittozzi · Dorothea Wierer · Lukas Hofer · Dominik Windisch                   | Czechy Eva Puskarčíková · Markéta Davidová · Ondřej Moravec · Michal Krčmář |
| 4.  | 9–15 marca 2020             | Kontiolahti           | szczegóły | Pojedyncza sztafeta mieszana              | odwołany                                                                          | odwołany                                                                                  | odwołany                                                                    |
| 4.  | 9–15 marca 2020             | Kontiolahti           | szczegóły | Sztafeta mieszana (2 × 6 km + 2 × 7,5 km) | odwołany                                                                          | odwołany                                                                                  | odwołany                                                                    |

## Klasyfikacje

### Kobiety
| Miejsce | Zawodniczka                | Punkty |
| ------- | -------------------------- | ------ |
| 1.      | Dorothea Wierer            | 793    |
| 2.      | Tiril Eckhoff              | 786    |
| 3.      | Denise Herrmann            | 745    |
| 4.      | Hanna Öberg                | 741    |
| 5.      | Marte Olsbu Røiseland      | 597    |
| 6.      | Franziska Preuß            | 573    |
| 7.      | Ingrid Landmark Tandrevold | 554    |
| 8.      | Julia Simon                | 551    |
| 9.      | Justine Braisaz            | 547    |
| 10.     | Lisa Vittozzi              | 528    |

| Miejsce | Zawodniczka                | Punkty |
| ------- | -------------------------- | ------ |
| 11.     | Kaisa Mäkäräinen           | 506    |
| 12.     | Monika Hojnisz-Staręga     | 500    |
| 13.     | Paulína Fialková           | 489    |
| 14.     | Marketa Davidova           | 478    |
| 15.     | Anaïs Bescond              | 450    |
| 16.     | Vanessa Hinz               | 394    |
| 17.     | Jekatierina Jurłowa-Percht | 363    |
| 18.     | Lisa Theresa Hauser        | 352    |
| 19.     | Linn Persson               | 346    |
| 20.     | Mona Brorsson              | 339    |

| Miejsce | Zawodniczka            | Punkty |
| ------- | ---------------------- | ------ |
| 1.      | Hanna Öberg            | 128    |
| 2.      | Dorothea Wierer        | 114    |
| 3.      | Justine Braisaz        | 112    |
| 4.      | Denise Herrmann        | 112    |
| 5.      | Franziska Preuß        | 109    |
| 6.      | Marte Olsbu Røiseland  | 99     |
| 7.      | Monika Hojnisz-Staręga | 96     |
| 8.      | Vanessa Hinz           | 91     |
| 9.      | Łarisa Kuklina         | 86     |
| 10.     | Julia Dżima            | 85     |

| Miejsce | Zawodniczka           | Punkty |
| ------- | --------------------- | ------ |
| 1.      | Denise Herrmann       | 314    |
| 2.      | Dorothea Wierer       | 305    |
| 3.      | Tiril Eckhoff         | 283    |
| 4.      | Marte Olsbu Røiseland | 248    |
| 5.      | Hanna Öberg           | 245    |
| 6.      | Franziska Preuß       | 215    |
| 7.      | Lisa Vittozzi         | 214    |
| 8.      | Markéta Davidová      | 212    |
| 9.      | Julia Simon           | 211    |
| 10.     | Paulína Fialková      | 191    |

| Miejsce | Zawodniczka                | Punkty |
| ------- | -------------------------- | ------ |
| 1.      | Tiril Eckhoff              | 232    |
| 2.      | Dorothea Wierer            | 186    |
| 3.      | Ingrid Landmark Tandrevold | 185    |
| 4.      | Hanna Öberg                | 168    |
| 5.      | Denise Herrmann            | 155    |
| 6.      | Paulína Fialková           | 149    |
| 7.      | Kaisa Mäkäräinen           | 146    |
| 8.      | Julia Simon                | 144    |
| 9.      | Justine Braisaz            | 137    |
| 10.     | Franziska Preuß            | 133    |

| Miejsce | Zawodniczka            | Punkty |
| ------- | ---------------------- | ------ |
| 1.      | Dorothea Wierer        | 223    |
| 2.      | Tiril Eckhoff          | 210    |
| 3.      | Hanna Öberg            | 200    |
| 4.      | Kaisa Mäkäräinen       | 195    |
| 5.      | Anaïs Bescond          | 172    |
| 6.      | Denise Herrmann        | 164    |
| 7.      | Monika Hojnisz-Staręga | 151    |
| 8.      | Marte Olsbu Røiseland  | 146    |
| 9.      | Justine Braisaz        | 136    |
| 10.     | Lisa Vittozzi          | 135    |

| Miejsce | Reprezentacja | Punkty |
| ------- | ------------- | ------ |
| 1.      | Norwegia      | 360    |
| 2.      | Szwajcaria    | 260    |
| 3.      | Niemcy        | 260    |
| 4.      | Francja       | 257    |
| 5.      | Szwecja       | 249    |
| 6.      | Ukraina       | 242    |
| 7.      | Rosja         | 234    |
| 8.      | Czechy        | 202    |
| 9.      | Włochy        | 196    |
| 10.     | Polska        | 186    |

| Miejsce | Reprezentacja | Punkty |
| ------- | ------------- | ------ |
| 1.      | Norwegia      | 7865   |
| 2.      | Niemcy        | 7202   |
| 3.      | Francja       | 7058   |
| 4.      | Szwecja       | 6896   |
| 5.      | Rosja         | 6479   |
| 6.      | Ukraina       | 6371   |
| 7.      | Szwajcaria    | 6253   |
| 8.      | Włochy        | 6239   |
| 9.      | Czechy        | 5857   |
| 10.     | Austria       | 2806   |

### Mężczyźni
| Miejsce | Zawodnik                   | Punkty |
| ------- | -------------------------- | ------ |
| 1.      | Johannes Thingnes Bø       | 913    |
| 2.      | Martin Fourcade            | 911    |
| 3.      | Quentin Fillon Maillet     | 843    |
| 4.      | Tarjei Bø                  | 740    |
| 5.      | Émilien Jacquelin          | 726    |
| 6.      | Simon Desthieux            | 672    |
| 7.      | Aleksandr Łoginow          | 629    |
| 8.      | Benedikt Doll              | 613    |
| 9.      | Johannes Dale              | 576    |
| 10.     | Vetle Sjåstad Christiansen | 566    |

| Miejsce | Zawodnik           | Punkty |
| ------- | ------------------ | ------ |
| 11.     | Arnd Peiffer       | 540    |
| 12.     | Erlend Bjøntegaard | 495    |
| 13.     | Johannes Kühn      | 474    |
| 14.     | Jakov Fak          | 467    |
| 15.     | Matwiej Jelisiejew | 422    |
| 16.     | Lukas Hofer        | 406    |
| 17.     | Dmytro Pidruczny   | 366    |
| 18.     | Philipp Horn       | 360    |
| 19.     | Fabien Claude      | 355    |
| 20.     | Julian Eberhard    | 327    |

| Miejsce | Zawodnik               | Punkty |
| ------- | ---------------------- | ------ |
| 1.      | Martin Fourcade        | 174    |
| 2.      | Johannes Thingnes Bø   | 145    |
| 3.      | Quentin Fillon Maillet | 120    |
| 4.      | Tarjei Bø              | 114    |
| 5.      | Fabien Claude          | 106    |
| 6.      | Benjamin Weger         | 99     |
| 7.      | Benedikt Doll          | 85     |
| 8.      | Aleksandr Łoginow      | 83     |
| 9.      | Lukas Hofer            | 78     |
| 10.     | Johannes Dale          | 77     |

| Miejsce | Zawodnik               | Punkty |
| ------- | ---------------------- | ------ |
| 1.      | Martin Fourcade        | 360    |
| 2.      | Quentin Fillon Maillet | 324    |
| 3.      | Johannes Thingnes Bø   | 323    |
| 4.      | Tarjei Bø              | 307    |
| 5.      | Simon Desthieux        | 284    |
| 6.      | Aleksandr Łoginow      | 274    |
| 6.      | Émilien Jacquelin      | 274    |
| 8.      | Benedikt Doll          | 249    |
| 9.      | Matwiej Jelisiejew     | 230    |
| 10.     | Johannes Kühn          | 217    |

| Miejsce | Zawodnik                   | Punkty |
| ------- | -------------------------- | ------ |
| 1.      | Émilien Jacquelin          | 232    |
| 2.      | Martin Fourcade            | 230    |
| 3.      | Quentin Fillon Maillet     | 230    |
| 4.      | Johannes Thingnes Bø       | 217    |
| 5.      | Aleksandr Łoginow          | 197    |
| 6.      | Tarjei Bø                  | 178    |
| 7.      | Simon Desthieux            | 171    |
| 8.      | Vetle Sjåstad Christiansen | 169    |
| 9.      | Arnd Peiffer               | 167    |
| 10.     | Erlend Bjøntegaard         | 147    |

| Miejsce | Zawodnik                   | Punkty |
| ------- | -------------------------- | ------ |
| 1.      | Johannes Thingnes Bø       | 228    |
| 2.      | Quentin Fillon Maillet     | 216    |
| 3.      | Martin Fourcade            | 203    |
| 4.      | Johannes Dale              | 189    |
| 5.      | Arnd Peiffer               | 186    |
| 6.      | Émilien Jacquelin          | 170    |
| 7.      | Vetle Sjåstad Christiansen | 167    |
| 8.      | Tarjei Bø                  | 166    |
| 9.      | Simon Desthieux            | 163    |
| 10.     | Benedikt Doll              | 150    |

| Miejsce | Reprezentacja | Punkty |
| ------- | ------------- | ------ |
| 1.      | Norwegia      | 348    |
| 2.      | Francja       | 302    |
| 3.      | Niemcy        | 264    |
| 4.      | Rosja         | 253    |
| 5.      | Ukraina       | 216    |
| 6.      | Słowenia      | 216    |
| 7.      | Szwecja       | 212    |
| 8.      | Białoruś      | 209    |
| 9.      | Austria       | 207    |
| 10.     | Włochy        | 203    |

| Miejsce | Reprezentacja | Punkty |
| ------- | ------------- | ------ |
| 1.      | Norwegia      | 8192   |
| 2.      | Francja       | 7885   |
| 3.      | Niemcy        | 7211   |
| 4.      | Rosja         | 6896   |
| 5.      | Austria       | 5982   |
| 6.      | Szwecja       | 5887   |
| 7.      | Ukraina       | 5822   |
| 8.      | Włochy        | 5699   |
| 9.      | Czechy        | 5596   |
| 10.     | Białoruś      | 5551   |

### Sztafety mieszane
| Miejsce | Reprezentacja | Punkty |
| ------- | ------------- | ------ |
| 1.      | Norwegia      | 307    |
| 2.      | Francja       | 272    |
| 3.      | Niemcy        | 265    |
| 4.      | Szwecja       | 250    |
| 5.      | Włochy        | 234    |
| 6.      | Austria       | 226    |
| 7.      | Rosja         | 217    |
| 8.      | Szwajcaria    | 206    |
| 9.      | Estonia       | 194    |
| 10.     | Czechy        | 190    |

| Miejsce | Reprezentacja     | Punkty |
| ------- | ----------------- | ------ |
| 11.     | Kanada            | 187    |
| 12.     | Ukraina           | 180    |
| 13.     | Białoruś          | 178    |
| 14.     | Stany Zjednoczone | 177    |
| 15.     | Polska            | 152    |
| 16.     | Japonia           | 139    |
| 17.     | Finlandia         | 133    |
| 18.     | Słowacja          | 129    |
| 19.     | Słowenia          | 128    |
| 20.     | Kazachstan        | 125    |

## Wyniki Polaków

### Indywidualne
Kobiety
| Zawodniczka            | SP | IN | SP  | PU | SP | PU | MS | SP | MS | SP | PU | IN | MS | SP | PU  | IN | MS | SP | MS | SP | PU |
| Magdalena Gwizdoń      | 57 | 80 | 63  | –  | –  | –  | –  | 66 | –  | 65 | –  | –  | –  | 54 | 55  | –  | –  | 83 | –  | –  | –  |
| Monika Hojnisz-Staręga | 20 | 8  | DNF | –  | 61 | –  | –  | 8  | 14 | 17 | 7  | 17 | 4  | 28 | 26  | 6  | 4  | 9  | 6  | 6  | 5  |
| Joanna Jakieła         | –  | –  | –   | –  | –  | –  | –  | –  | –  | –  | –  | –  | –  | –  | –   | 92 | –  | –  | –  | –  | –  |
| Anna Mąka              | –  | –  | –   | –  | –  | –  | –  | –  | –  | –  | –  | 71 | –  | –  | –   | –  | –  | 69 | –  | –  | –  |
| Kinga Zbylut           | 62 | 95 | 14  | 19 | 59 | 45 | –  | 56 | –  | 72 | –  | 43 | –  | 47 | 34  | 73 | –  | 41 | –  | 29 | 43 |
| Kamila Żuk             | 28 | 55 | 16  | 32 | 16 | 49 | –  | 9  | 19 | 10 | 55 | 66 | 17 | 58 | DNS | 84 | –  | –  | –  | 70 | –  |

Mężczyźni
| Zawodnik               | SP  | IN | SP  | PU | SP | PU | MS | SP | MS | SP | PU | IN | MS | SP | PU | IN | MS | SP | MS | SP | PU |
| Grzegorz Guzik         | 94  | 47 | 73  | –  | 54 | 57 | –  | 58 | –  | 90 | –  | 89 | –  | 24 | 33 | 41 | –  | 50 | –  | 51 | 40 |
| Mateusz Janik          | 102 | –  | –   | –  | –  | –  | –  | –  | –  | –  | –  | –  | –  | –  | –  | –  | –  | –  | –  | –  | –  |
| Andrzej Nędza-Kubiniec | –   | 77 | 102 | –  | 99 | –  | –  | 65 | –  | 79 | –  | 87 | –  | 90 | –  | 39 | –  | 67 | –  | 82 | –  |
| Łukasz Szczurek        | 92  | 62 | 67  | –  | 87 | –  | –  | 93 | –  | 91 | –  | 66 | –  | 61 | –  | 37 | –  | 46 | –  | 80 | –  |

### Drużynowe
Kobiety
| RL | RL | RL | RL | RL | RL |
| -- | -- | -- | -- | -- | -- |
| 13 | 9  | 13 | 13 | 7  | 8  |

Mężczyźni
| RL | RL | RL | RL | RL | RL     |
| -- | -- | -- | -- | -- | ------ |
| 16 | 15 | 22 | 13 | 16 | LPD 23 |

Sztafety mieszane
| RM | RM | RM |
| -- | -- | -- |
| 14 | 14 | 17 |

Pojedyncze sztafety mieszane
| SR | SR | SR |
| -- | -- | -- |
| 16 | 15 | 18 |

| Legenda oznaczeń | Legenda oznaczeń                                                          |
| ---------------- | ------------------------------------------------------------------------- |
| SP               | Sprint                                                                    |
| PU               | Bieg pościgowy (na dochodzenie)                                           |
| IN               | Bieg indywidualny                                                         |
| MS               | Bieg masowy                                                               |
| RL               | Sztafeta                                                                  |
| MR               | Sztafeta mieszana                                                         |
| SR               | Pojedyncza sztafeta mieszana                                              |
| DNS              | Zawodnik/czka został/a zgłoszony/a do rywalizacji, ale nie wystartował/a. |
| DNF              | Zawodnik/czka nie ukończył/a biegu.                                       |
| DSQ              | Zawodnik/czka został/a zdyskwalifikowany/a.                               |
| LPD              | Zawodnik/czka został/a zdublowany/a.                                      |
| q                | Zawodnik/czka nie zakwalifikował/a się do biegu pościgowego.              |
| –                | Zawodnik/czka nie startował/a w konkursie.                                |
| odw.             | Zawody zostały odwołane.                                                  |
| Kolory           |                                                                           |
| Złoty            | Pierwsze miejsce                                                          |
| Srebrny          | Drugie miejsce                                                            |
| Brązowy          | Trzecie miejsce                                                           |
| Jasnoniebieski   | miejsca 4 - 40                                                            |
| czerwony         | DSQ, DNF, DNS                                                             |